# 알바루 마갈랑이스
알바루 몬테이루 마갈랑이스(포르투갈어: Álvaro Monteiro Magalhães, 1961년 1월 3일, 노르트 지방 라메구 ~)는 줄여서 알바루(포르투갈어: Álvaro)로 알려진 포르투갈의 전직 축구 선수로, 현역 시절 좌측 수비수로 활약했으며, 이후에는 감독으로 활동했다.
그는 프리메이라 디비상에서 11년을 활약하며 224번의 경기에 출전해 6골을 기록했다. 그는 벤피카에서 9년을 보내며 10번의 주요 대회 우승을 거두었다.
마갈랑이스는 포르투갈 국가대표팀 일원으로 유로 1984와 1986년 월드컵에 참가했다. 그는 1994년을 기점으로 지도자의 길에 들었다.

## 클럽 경력
비세우 현 라메구 출신인 알바루는 1980년에 아카데미카 소속으로 프리메이라 디비상 신고식을 치렀고, 이후 벤피카에 입단했다. 2년 후, 그는 주전이 되었고, 리스본 연고 구단은 4차례 리그 우승을 거두었고, 같은 횟수만큼 타사 드 포르투갈도 들어올렸고,(후자의 대회는 3연패도 달성했다) 200번이 넘는 공식 경기에도 출전했다.
1990년 6월, 막판 2년 동안 도합 13번의 경기에 출전했던 그는 같은 시기에 벤피카가 2번 유러피언컵 결승전 진출을 경험했지만, 당시 전력 외로 밀려났었다. 알바루는 구단을 떠나 이웃하는 이스트렐라 아마도라와 계약해 유러피언 컵위너스컵 2라운드 진출에 일조했다. 그러나, 소속 구단은 시즌 끝에 강등당했다. 그는 32세의 나이로 세군다 디비상의 레이숑이스에서 은퇴했다.
은퇴 1년 후, 마갈량이스는 다수 1부와 2부 리그 구단들을 지도했다. 그는 1997-98 시즌에 1부 리그의 샤브스를 맡아 강등을 간신히 피했다.
마갈랑이스는 2003년부터 2005년까지 호세 안토니오 카마초와 조반니 트라파토니 두 감독을 수석 코치로서 보좌했고, 2년차에는 리그 정상에도 올랐다. 그는 2000년대 말에 루마니아와 앙골라 무대에서 지도하기도 했는데, 인테르클루브를 이끌고 지라볼라를 우승했는데, 이는 루안다 연고 구단의 사상 2번째 우승이었다.
마갈랑이스는 2009년 11월에 2년 계약을 체결했지만, 2011년 3월 29일에 해약되었다. 2012년 2월 초, 그는 같은 앙골라 1부 리그에 속한 나시오날 벵겔라의 감독으로 취임했다. 얼마 지나지 않아, 그는 앞서 2005-06 시즌 1부 리그와 2002-03 시즌 2부 리그 시절에 지도했던 나발의 감독이 되었다.

## 국가대표팀 경력
알바루는 포르투갈 국가대표팀 경기에 20번 출전했는데, 첫 출전 경기는 2-5로 패한 불가리아와의 1981년 12월 16일 친선경기였다. 그는 유로 1984와 1986년 월드컵에 참가했다.
살티요 파동이 1986년 월드컵 도중 일어났을 때, 알바루는 국가대표팀 내 연루되지 않은 선수였다. 그는 1988년 11월 16일에 포르투에서 1-0으로 이긴 룩셈부르크와의 1990년 월드컵 예선전에서 승리한 경기였다.

## 사생활
마갈랑이스는 선천적으로 왼손 다지증을 앓았고, 이로 인해 "육손이"(Seis dedos)라는 별명이 붙었다.

## 수상

### 선수
벤피카
- 프리메이라리가: 1982–83, 1983–84, 1986–87, 1988–89[16]
- 타사 드 포르투갈:[17] 1982–83, 1984–85, 1985–86, 1986–87
- 수페르타사 칸디두 드 올리베이라:[17] 1985, 1989
- 타사 드 온라 1회[17]
- 유러피언컵 준우승: 1987–88, 1989–90
- UEFA컵 준우승: 1982–83

### 감독
인테르클루브
- 지라볼라: 2010[7]